# Chód ptasi
Chód ptasi, chód koguci – jeden z rodzajów chodów patologicznych, będący objawem porażenia nerwu strzałkowego wspólnego. Polega on na tym że podczas chodu najpierw opierają się palce, a potem kolejno boczna krawędź stopy i pięta. Dodatkowo chory unosi wysoko kończynę w celu uniknięcia zaczepienia się palcami o podłogę.